# Marinus Wagtmans
Marinus Rini Wagtmans est un ancien coureur cycliste néerlandais, né le 25 décembre 1946 à Sint Willebrord.
Il est le neveu de Wout Wagtmans, lui-même coureur cycliste.

## Biographie
Devenu professionnel en 1968, il le reste jusqu'en 1973, en remportant 21 victoires. Coureur précoce (6e du Tour à 22 ans et demi), véritable acrobate du vélo, reconnaissable à sa mèche blanche (il fut surnommé l' "éclat blanc", en néerlandais "witte bles"),  descendeur intrépide, il est engagé en 1971 par Merckx au sein de l'équipe Molteni et animera la célèbre échappée qui, au cours de l'étape Orcières-Merlette-Marseille, permit à son leader de reprendre une partie du terrain concédé l'avant-veille à Ocana. C'est à la suite de cet exploit mémorable que les départs d'étape en haut des cols ont été supprimés.
En quatre participations au Tour de France, il a remporté trois étapes : la 15e étape en 1970, entre Carpentras et Montpellier, la 3e étape en 1971, entre Strasbourg et Nancy, et la 18e étape 1972, allant de Vesoul à Auxerre. Il est le coureur à avoir porté le moins longtemps le maillot jaune, juste un tiers d'étape lors du Tour de France 1971. Il dut arrêter sa carrière pour des problèmes cardiaques.

## Palmarès

### Palmarès amateur
- 1965
  - 2e du Ronde van Zuid-Holland
  - 3e du Tour de la province de Luxembourg
- 1966
  - 10e étape du Tour de l'Avenir
  - 1re étape du Tour de Namur
  - 2e étape du Tour de Zélande centrale
  - Tour de Zélande centrale
  - 2e du Tour d'Overijssel
  -  2e du championnat du monde du 100 km contre-la-montre par équipes
  - 3e du Tour du Limbourg
  - 3e du Tour de Namur
- 1967
  - Tour d'Autriche :
    - Classement général
    - 5e et 7e étapes

  - 1re et 3e étapes du Tour de Namur
  - 2e du Circuit de Campine
  - 2e du Tour de Drenthe
  - 2e de l'Olympia's Tour
  - 3e du Tour de Namur

### Palmarès professionnel
- 1968
  - 3e étape secteur A du Grand Prix de la Bicicleta Eibarresa
  - 5e étape secteur A des Quatre Jours de Dunkerque
  - 2e du Tour de Belgique
- 1969
  - 2e du Tour de Luxembourg
  - 2e des Quatre Jours de Dunkerque
  - 3e du Tour d'Espagne
  - 3e du Grand Prix de l'Escaut
  - 6e du Tour de France
  - 7e du Super Prestige Pernod
- 1970
  - 11e et 13e étapes du Tour d'Espagne
  - 15e étape du Tour de France
  - 5e du Tour de France
- 1971
  - 3e étape du Tour de France
  - 3e de Milan-Turin
- 1972
  - 18e étape du Tour de France
  - 3e du championnat des Pays-Bas sur route

## Résultats sur les grands tours

### Tour de France
4 participations
- 1969 : 6e
- 1970 : 5e, vainqueur de la 15e étape
- 1971 : 16e, vainqueur de la 3e étape,  un tiers d'étape en jaune
- 1972 : 54e, vainqueur de la 18e étape

### Tour d'Italie
1 participation
- 1971 : 16e

### Tour d'Espagne
3 participations
- 1969 : 3e
- 1970 : non-partant (15e étape), vainqueur des 11e et 13e étapes
- 1972 : abandon 4e étapes